# Liste von Persönlichkeiten der Stadt Thum
Die Liste von Persönlichkeiten der Stadt Thum enthält Personen, die in der Geschichte der sächsischen Stadt Thum im Erzgebirgskreis eine nachhaltige Rolle gespielt haben. Es handelt sich dabei um Persönlichkeiten, die in Thum und den heutigen Ortsteilen geboren oder gestorben oder hier gewirkt haben.
Für die Persönlichkeiten aus den nach Thum eingemeindeten Ortschaften siehe auch die entsprechenden Ortsartikel.

## Ehrenbürger
- 1884, Karl Mehnert, Landtagsabgeordneter

## Söhne und Töchter der Stadt
- Tobias Clausnitzer (1619–1684), Feldprediger, Pfarrer, Kirchenrat, Kirchenliederdichter
- Wilhelm Steinbach (1691–1752), Pfarrer und Chronist
- Christian Friedrich Scheithauer (1771–1846), Pädagoge, Astronom
- Otto Atmanspacher (1861–1935), Schulpädagoge
- Richard Barth (1883–?), Pädagoge, Hochschullehrer der Deutschen Christen und NSDAP-Mitglied, geboren im heutigen Ortsteil Herold
- Otto Reinhold (1899–1965), Komponist
- Karl Hans Pollmer (1911–1987), Pfarrer, Mundartdichter und Heimatforscher, geboren im heutigen Ortsteil Herold
- Walter Zorn (1915–2000), Fotograf
- Edgar Barth (1917–1965), Autorennfahrer, geboren im heutigen Ortsteil Herold
- Alfred Schönfelder (1924–2020), Dirigent und Komponist
- Theodora Büttner (* 1930), Historikerin
- Rainer Geißler (* 1939), Soziologe
- Günter Meyer (* 1940), Regisseur
- Siegfried Pater (1945–2015), Journalist
- Jürgen Barth (* 1947), Autorennfahrer
- Wolf R. Dombrowsky (* 1948), Soziologe
- Christoph Schwind (* 1949), Kommunalpolitiker, 2006–2012 Bürgermeister von Weimar
- Rainer Einenkel (* 1954), Betriebsratsvorsitzender der Adam Opel AG in Bochum und Mitglied im Aufsichtsrat

## Persönlichkeiten, die mit der Stadt in Verbindung stehen
- Friedrich von Sydow (1780–1845), Offizier und Schriftsteller, lebte von 1781 bis 1793 in Thum
- Isolde zur Lippe-Weißenfeld, Witwe des Georg Heinrich Wolf von Arnim (1800–1855), Besitzerin des Ritterguts (1872–1881)[1]
- Julius Theodor Zenker (1811–1884), Orientalist, Übersetzer und Privatgelehrter, starb hier
- Heinrich Minckwitz (1819–1886), sächsischer Revolutionär, Politiker, Besitzer des Ritterguts (1858–1863)
- Armin zur Lippe-Weißenfeld (1825–1899), Gutsbesitzer, Agrarwissenschaftler und Reichstagsabgeordneter, Besitzer des Ritterguts (1863–1872)
- Johannes Pietzonka (1904–1989), Lehrer und Heimatforscher, der insbesondere durch seine Forschungen zu dem erzgebirgischen Wildschützen und Volkshelden Karl Stülpner bekannt geworden ist.
- Walter Kaaden (1919–1996), Ingenieur, der die Resonanzaufladung bei Zweitaktmotoren perfektionierte